# Kanton Marguerittes
Der französische Kanton Marguerittes ist seit 1801 ein Wahlkreis im Département Gard und im Arrondissement Nîmes. Er hat den Hauptort Marguerittes und umfasste bis 2015 acht Gemeinden. Durch eine 2015 vollzogene Reform der Kantone hat er seine Zusammensetzung deutlich verändert und beinhaltet noch sieben Kommunen.

## Gemeinden
Der Kanton besteht aus sieben Gemeinden mit insgesamt 37.972 Einwohnern (Stand: 1. Januar 2022) auf einer Gesamtfläche von 104,41 km²:
| Gemeinde            | Einwohner 1. Januar 2022 | Fläche km² | Dichte Einw./km² | Code INSEE | Postleitzahl |
| ------------------- | ------------------------ | ---------- | ---------------- | ---------- | ------------ |
| Bouillargues        | 6.119                    | 15,77      | 388              | 30047      | 30230        |
| Caissargues         | 4.077                    | 8,02       | 508              | 30060      | 30132        |
| Garons              | 5.244                    | 12,28      | 427              | 30125      | 30128        |
| Manduel             | 7.087                    | 26,46      | 268              | 30155      | 30129        |
| Marguerittes        | 8.370                    | 25,29      | 331              | 30156      | 30320        |
| Poulx               | 4.265                    | 11,90      | 358              | 30206      | 30320        |
| Rodilhan            | 2.810                    | 4,69       | 599              | 30356      | 30230        |
| Kanton Marguerittes | 37.972                   | 104,41     | 364              | 3009       | –            |

Bis zur landesweiten Neuordnung der französischen Kantone im März 2015 gehörten zum Kanton Bagnols-sur-Cèze die acht Gemeinden Bezouce, Cabrières, Lédenon, Manduel, Marguerittes, Poulx, Redessan und Saint-Gervasy. Sein Zuschnitt entsprach einer Fläche von 132,64 km2. Er besaß vor 2015 einen anderen INSEE-Code als heute, nämlich 3016.